# Tetramesa funeralis
Tetramesa funeralis är en stekelart som först beskrevs av Girault 1915.  Tetramesa funeralis ingår i släktet Tetramesa och familjen kragglanssteklar. Inga underarter finns listade i Catalogue of Life.